# Глубочица (река, впадает в Селигер)
Глубочица — река в России, протекает по Осташковскому району Тверской области. Река вытекает из озера Глубокое, течёт сначала на юго-восток, затем на восток, а у устья на северо-восток. Впадает в озеро Селигер. Длина реки составляет 8,6 км, площадь водосборного бассейна — 87,5 км². Высота истока — 224 м над уровнем моря. Высота устья — 205,2 м над уровнем моря.
В Глубочицу справа впадает Остречина.
На берегу реки примерно в километре от устья стоит деревня Хитино.

## Данные водного реестра
По данным государственного водного реестра России относится к Верхневолжскому бассейновому округу, водохозяйственный участок реки — Волга от Верхневолжского бейшлота до города Зубцов, без реки Вазуза от истока до Зубцовского гидроузла, речной подбассейн реки — бассейны притоков (Верхней) Волги до Рыбинского водохранилища. Речной бассейн реки — (Верхняя) Волга до Куйбышевского водохранилища (без бассейна Оки).
Код объекта в государственном водном реестре — 08010100412110000000380.